# 格利澤876e

格利澤876行星系中各行星的軌道。格利澤876e是距離母恆星最遠的。

格利澤876e（Gliese 876 e）是一個環繞恆星格利澤876的太陽系外行星，位於寶瓶座。

## 概要
格利澤876e和較內側的格利泽876c和格利泽876b是1:2:4的拉普拉斯共振。即876e公轉一周，876b即公轉二周，而876c公轉四周。這是在木星的木衛一、木衛二、木衛三第一例1:2:4拉普拉斯共振之後第二個已知的例子。
格利澤876e的質量相當於天王星，軌道週期124日，約三分之一年。因為它的週期稍長於水星的軌道週期，母恆星的質量較太陽低代表了這個行星的軌道半長軸稍短於水星。和水星不同的是格利澤876e的軌道接近圓形，離心率為0.055 ± 0.012。